# Википедија на летонском језику
Википедија на летонском језику је верзија Википедије на летонском језику, слободне енциклопедије, која је 2009. имала 135.298 чланака и заузима на листи Википедија 61. место.